# Ingo Bischof

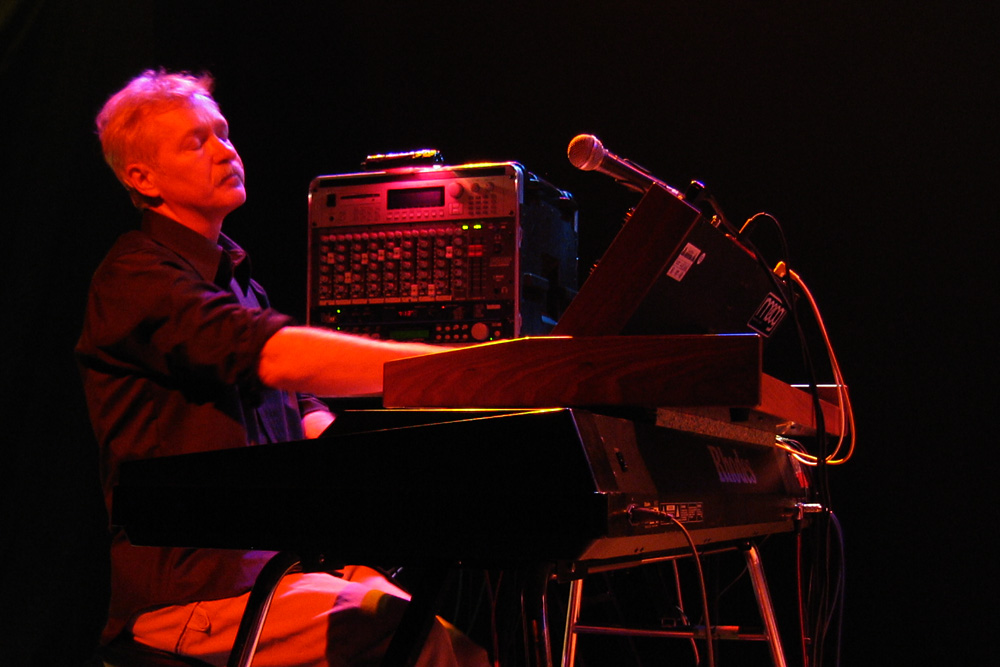
Ingo Bischof mit Kraan (2003)

Ingo Bischof (* 2. Januar 1951 in Berlin-Kreuzberg; † 26. Januar 2019) war ein deutscher Musiker und Komponist. Bekannt wurde er als Keyboarder der deutschen Krautrockbands Kraan und Karthago.

## Leben
Bischof erhielt im Alter von 8 bis 14 Jahren klassischen Klavierunterricht. 1966 gründete er seine Band Marvin Kemper and the Soul-Group, 1969 die Modivations. 1970 begann eine Zusammenarbeit mit dem Sänger und Gitarristen Joey Albrecht in einer Funk-Rock-Band. 1971 gehörte Bischof zu den Gründungsmitgliedern der deutschen Gruppe Karthago. 

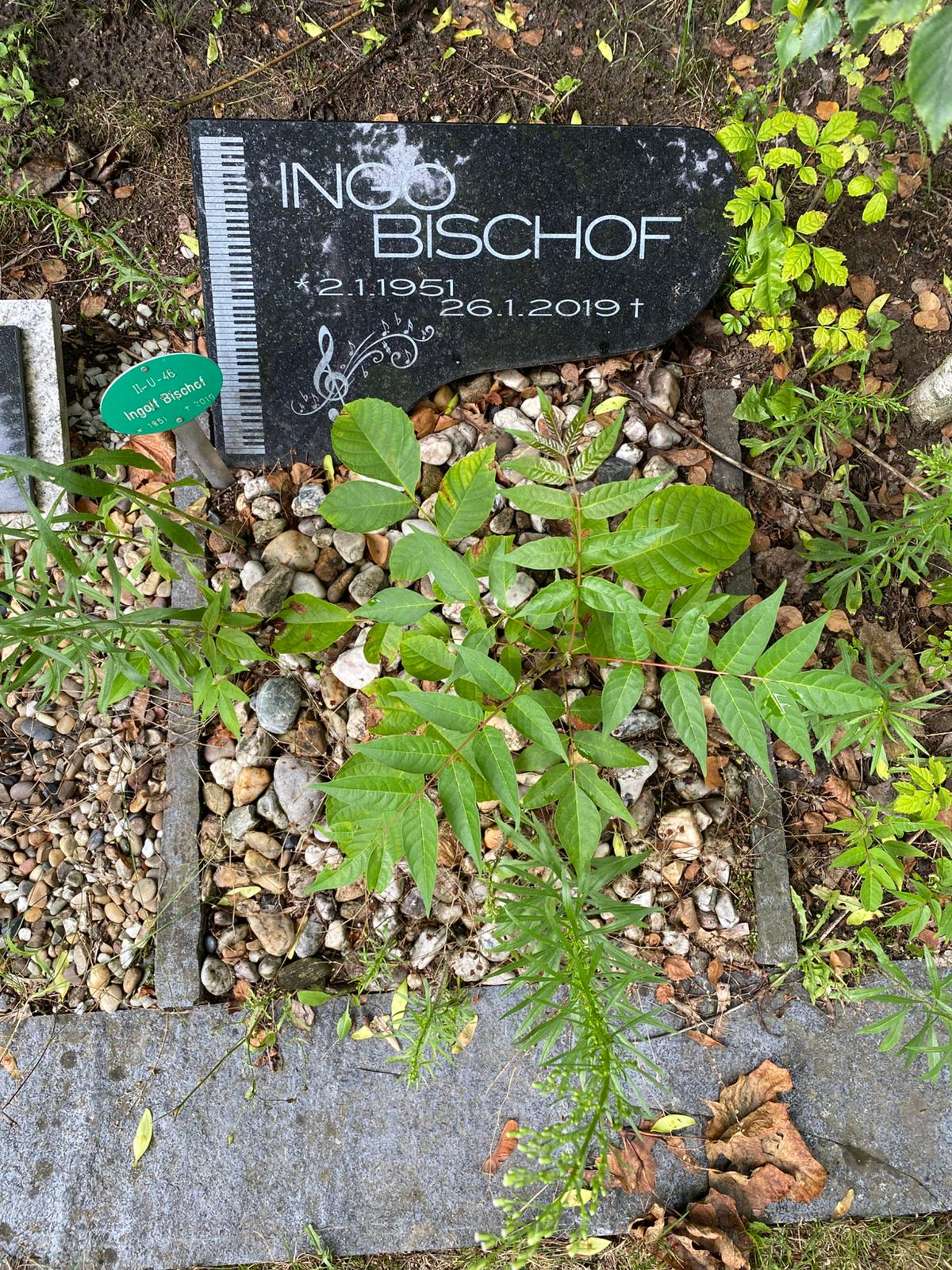
Grabstätte

Von 1975 und bis 2007 spielte er bei Kraan. In dieser Zeit arbeitete er auch mit anderen Bands wie Guru Guru und wieder mit Karthago zusammen. Zudem war er Studiomusiker für Reinhard Mey, Gitte Hænning, Interzone, Annette Humpe, Conny Plank, Heiner Pudelko, Veronika Fischer, Ulla Meinecke, Ulrich Roski, Frank Diez, Hellmut Hattler, Alex Conti, Lake und andere.
2008 nahm er in Darmstadt seine erste Solo-CD Reconstructed auf. Mitwirkende waren unter anderen Hellmut Hattler, Thomas Heidepriem und Frank Diez.
Im Jahr 2008 ging Bischof mit dem Projekt Berlin Blues der Gitarristen Frank Diez und Alex Conti sowie mit Lake auf Tournee.
Ingo Bischof ruht auf dem Alten Domfriedhof der St.-Hedwigs-Gemeinde.

## Diskografie (Auszug)
- 1972: Karthago: Karthago
- 1973: Karthago: Second Step
- 1974: Karthago: Rock ’N’ Roll Testament
- 1975: Kraan: Let it out
- 1975: Guru Guru: Mani & seine Freunde mit Mani Neumeier, Hattler, Wolbrandt, Fride
- 1976: Live At The Roxy, Karthago
- 1976: Guru Guru: Tango Fango
- 1977: Kraan: Wiederhören
- 1978: Kraan: Flyday
- 1979: Kraan: Tournee
- 1979: Hey du (Guru Guru Sun Band)
- 1982: Kraan: Nachtfahrt, Reinhard Mey
- 1983: Kraan: X
- 1984: Mit Lampenfieber auf Tournee, Gitte Hænning (live)
- 1988: Humanimal Talk, De WINKELHATTLER
- 2001: Kraan: Kraan Live, Berliner Ring
- 2001: Tavil: Images of Trance and Rhythm (mit Günther Reger und Butze Fischer)
- 2002: Kraan: Through
- 2003: Bischof & Weeratunga: Flowing Power
- 2007: Kraan: Psychedelic Man,
- 2009: Reconstructed
- 2009: Bischof & Weeratunga: Der Klang inneren Friedens / The Sound of Inner Peace